# Ignaz Gschwentner
Ignaz Gschwentner (25 mei 2002, Innsbruck) is een Oostenrijkse langebaanschaatser. De 500m is de beste afstand van Gschwentner. Hij verbrak op deze afstand het Oostenrijks record van Roland Brunner. 

## Records

### Persoonlijke records
| Afstand     | Tijd     | Datum            | Baan           |
| ----------- | -------- | ---------------- | -------------- |
| 500 meter   | 35,37    | 27 januari 2024  | Salt Lake City |
| 1000 meter  | 1.10,29  | 5 december 2021  | Salt Lake City |
| 1500 meter  | 1.52,68  | 25 oktober 2020  | Inzell         |
| 3000 meter  | 4.07,63  | 26 oktober 2019  | Inzell         |
| 5000 meter  | 7.45,60  | 7 februari 2021  | Innsbruck      |
| 10000 meter | 16.36,53 | 19 december 2021 | Innsbruck      |

(laatst bijgewerkt: 15 maart 2024)

## Resultaten
| Jaar | EK Afstanden | EK Sprint                | WK Sprint                | WK Junioren                                |
| ---- | ------------ | ------------------------ | ------------------------ | ------------------------------------------ |
| 2019 |              |                          |                          | 13e 500m 43e 1000m 40e 1500m               |
| 2020 |              |                          |                          | 22e 500m 34e 1000m 26e 1500m 9e massastart |
|      |              |                          |                          |                                            |
| 2022 | 18e 500m     |                          |                          |                                            |
| 2023 |              | 19e (19e, 20e, 20e, 19e) |                          |                                            |
| 2024 | 18e 500m     |                          | 25e (23e, 25e, 25e, 26e) |                                            |
| 2025 |              | 18e (17e, 19e, 14e, 18e) |                          |                                            |

(#, #, #, #) = afstandspositie op sprinttoernooi (500m, 1000m, 500m, 1000m).